# Cueli-Liberi
Cueli-Liberi (tedesco: Quelle, sorgente) è una località di Folgaria in provincia di Trento.

## Geografia fisica
La frazione è divisa in due parti dal rio Wespenbach (in tedesco: rio delle vespe), un affluente del torrente Astico.
Il luogo ha un'altitudine di 1165 m e si trova nell'alta valle dell'Adige, oltre il Sommo (oltresom), come Perpruneri, Tezzeli e Morganti.

## Storia
Il torrente Astico faceva confine tra la Repubblica di Venezia e l'Impero austro-ungarico. Con la caduta di Venezia il confine fu portato ai Fiorentini (Vicenza).
Nella prima guerra mondiale Cueli-Liberi era in prima linea e anche l'avamposto di servizio per il Forte Cherle (il comando generale dei forti della zona). Dalla frazione il forte veniva rifornito di energia elettrica, attraverso una turbina nel torrente Astico, e di viveri, attraverso una teleferica per l'approvvigionamento. Il luogo era anche adibito a dormitorio per i soldati e i civili furono mandati in Austria come profughi.
In passato il paese aveva probabilmente il nome in Tedesco/Cimbro, italianizzato in seguito nell'attuale.

## Economia
Cueli-Liberi era importante per l'economia di Folgaria, poiché c'erano tre mulini e tre caseifici attivi; tuttora fornisce, grazie alle sue sorgenti, parte dell'acqua dell'acquedotto sia di Folgaria che di Lavarone.
Dopo gli anni 1970 Cueli-Liberi è diventata perlopiù un luogo di villeggiatura estiva. Attualmente il numero di abitanti è di otto unità.
La frazione si trova sul famoso "Percorso dell'acqua", una passeggiata tra i piccoli borghi del luogo attraverso il bosco con protagonista il fiume Astico, che qui ha origine, nel passato, fonte di vita e forza meccanica per muovere i mulini che erano presenti.
Dagli anni 2000, è meta e passaggio turistico per la sua placida tranquillità e collegamento con numerose passeggiate e Mountain bike.